# 坂本一登
坂本 一登（さかもと かずと、 1956年8月20日-  ）は、日本の歴史学者。法学博士（東京都立大学・1989年）。國學院大學法学部教授。専門は日本近代史。

## 来歴
広島県比婆郡比和町（現・庄原市）出身。旧東京都立大学法学部卒業、旧東京都立大学大学院社会科学研究科博士課程満期退学。1989年3月3日、旧東京都立大学より法学博士の学位を取得。
その後、同大学助手・日本学術振興会特別研究員・北海学園大学助教授を務める。 1993年10月1日付で國學院大學法学部助教授として着任したのち、教授に就任した。法学部の学部長を務めた。

## 人物
- 趣味は靴みがき[4]。
- 主な研究テーマは『伊藤博文とワタリガラスの共通性について』[5]。この他、明治政治史や伊藤博文の政治学的研究を主要なテーマとして掲げていて[6]、伊藤博文をはじめ明治期の政治家に関する著作が多い。

## 受賞歴
1992年度サントリー学芸賞（著書『伊藤博文と明治国家形成』）

## 著書

### 単著
- 『伊藤博文と明治国家形成――「宮中」の制度化と立憲制の導入』（吉川弘文館、1991年／講談社学術文庫、2012年）
- 『岩倉具視――幕末維新期の調停者』（山川出版社「日本史リブレット 人」、2018年）

### 編著
- 『日本政治史の新地平』（五百旗頭薫共編、吉田書店、2013年）

## 論文
- 『昭和天皇とメディア』＜2002年5月、『歴史読本－特集 華族・皇族の真実』5月号（新人物往来社）に収録＞
- 『伊藤博文と『行政国家』の発見－明治十四年政変と憲法調査をめぐって』＜2002年6月、沼田哲編『明治天皇と政治家群像』（吉川弘文館）に収録＞
- 『明治二十二年の内閣官制についての一考察』＜2005年10月、犬塚孝明編『明治国家の政策と思想』（吉川弘文館）に収録＞